# شليشة (أملش الجنوبي)
شلیشة (بالفارسية: شلیشه) هي قرية تقع في إيران في غيلان. يقدر عدد سكانها بـ 114 نسمة بحسب إحصاء 2016.